# Giovanni Pierluigi da Palestrina
Giovanni Pierluigi da Palestrina (Palestrina, 3 de febrero de 1525-Roma, 2 de febrero de 1594) fue un compositor italiano renacentista de música sacra y el representante más conocido de la Escuela romana de composición musical del siglo XVI. Tuvo una influencia duradera en el desarrollo de la música eclesiástica y secular en Europa, especialmente en el desarrollo del contrapunto, y su obra se considera la culminación de la polifonía renacentista.

## Biografía

### Primeros años
Giovanni Pierluigi nació en la villa de Palestrina, cerca de Roma, entonces parte de los Estados Pontificios. Era hijo de padres napolitanos, Santo Pierluigi y su esposa Palma. Posiblemente, nació el 3 de febrero de 1525. Su madre murió el 16 de enero de 1536, cuando Palestrina tenía 10 años. Los documentos sugieren que visitó Roma por primera vez en 1537, cuando fue incluido como corista en la Basílica de Santa María la Mayor, una de las basílicas papales de la diócesis de Roma, lo que le permitió aprender literatura y música. En 1540, se trasladó a Roma, donde estudió en la escuela del hugonote Claude Goudimel. También estudió con Robin Mallapert y Firmin Lebel. Pasó la mayor parte de su carrera en la ciudad.
Palestrina alcanzó la mayoría de edad como músico bajo la influencia del estilo de polifonía del norte de Europa, que debía su dominio en Italia principalmente a dos influyentes compositores neerlandeses, Guillaume Dufay y Josquin des Prez, que habían pasado una parte significativa de sus carreras allí. La propia Italia todavía tenía que producir a alguien de fama o habilidad comparable en polifonía. Orlando di Lasso, quien acompañó a Palestrina en sus primeros años, también jugó un papel importante como consejero en la formación de su estilo.

### Maestro de capilla

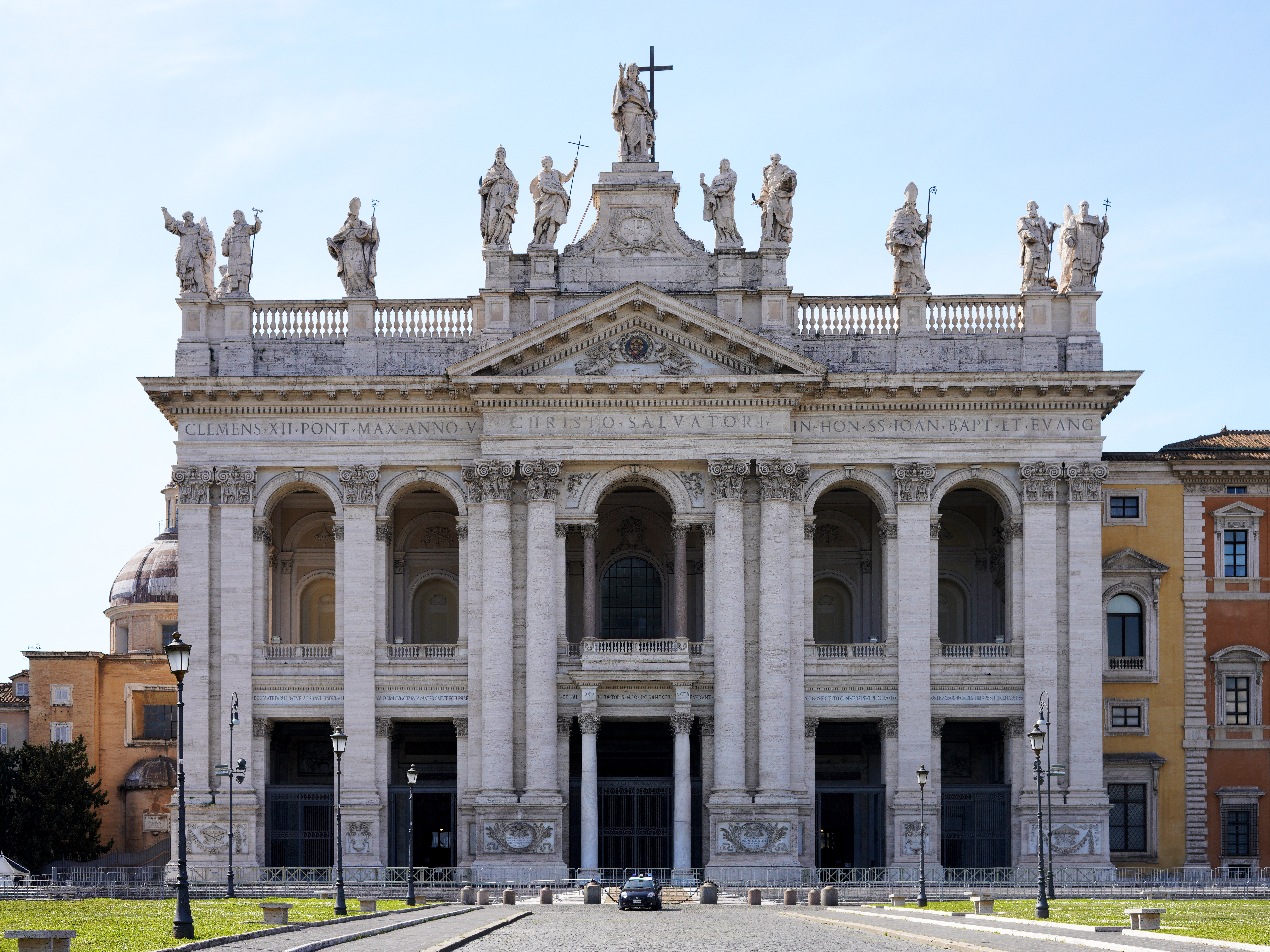
Fachada de la Archibasílica de San Juan de Letrán en Roma, donde Palestrina trabajó como director musical

De 1544 a 1551, Palestrina fue el organista de la catedral de San Agapito, la iglesia principal de su ciudad natal., de acuerdo con un contrato fechado el 28 de octubre de 1544. El 12 de junio de 1547, contrajo matrimonio con Lucrecia Gori. En 1550, el obispo de Palestrina, Giovanni Maria Ciocchi del Monte, accedió al trono papal con el nombre de Julio III y el año siguiente, nombró al compositor como maestro de capilla de la Cappella Giulia el coro del capítulo de canónigos de la casílica de San Pedro. Palestrina dedicó a Julio III sus primeras composiciones publicadas en 1554, un libro de misas. Fue uno de los primeros libros de misas de un compositor nativo, ya que en los estados italianos de la época de Palestrina, la mayoría de los compositores de música sacra eran de los Países Bajos, Francia o España. De hecho, el libro se inspiró en uno de Cristóbal de Morales: el grabado en madera del frente es casi una copia exacta del que aparece en el libro del compositor español.

En 1555, el papa Paulo IV ordenó que todos los coristas papales fueran clericales. Como Palestrina se casó temprano en la vida y tuvo cuatro hijos, no pudo continuar en la capilla como laico. Según otros, el motivo de la destitución fue por haber escrito madrigales, piezas de carácter profano. 

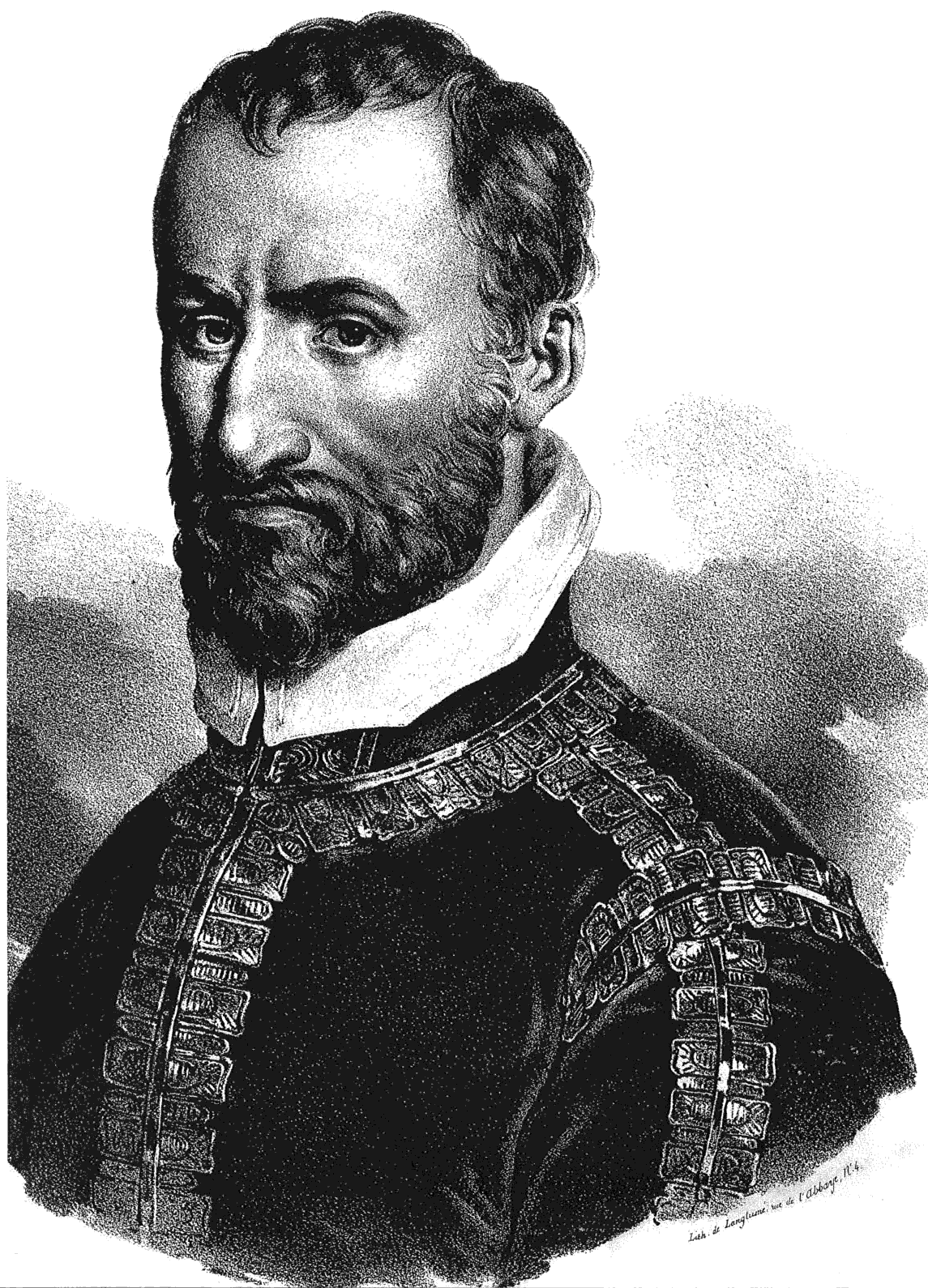
Litografía de Giovanni Pierluigi da Palestrina por Henri-Joseph Hesse (1828)

Durante la década siguiente, Palestrina ocupó cargos similares a su nombramiento en la Cappella Giulia en otras capillas e iglesias de Roma, especialmente en la basílica de San Juan de Letrán (1555-1560, un puesto que ocupaba Lasso), donde en 1560 escribió sus Lamentaciones, y Santa María la Mayor (1561-1566). En 1571 regresó a la Cappella Giulia, donde terminó sus días en el cargo creado, para él, de «Compositor de la Capilla Papal». En 1563 publicó su primer libro de motetes. La década de 1570 fue difícil para él personalmente: perdió a su hermano, dos de sus hijos y su esposa en tres brotes separados de la plaga (1572, 1575 y 1580, respectivamente). Parece que consideró haberse convertido en sacerdote en ese momento, pero en cambio se volvió a casar, en 1581, con Virginia Dormoli, una viuda adinerada. Esto finalmente le dio independencia financiera (no estaba bien pagado como director de coro) y pudo componer prolíficamente hasta su muerte.
Palestrina se mostró siempre insatisfecho con las reformas de la liturgia sacra dictadas por el concilio de Trento, las cuales convirtieron en no canónicas a algunas de sus misas y otras obras tempranas, salpicadas de interposiciones profanas ajenas al texto oficial. Por este motivo, dimitió de su cargo para pasar al servicio del cardenal Hipólito II de Este, que mantenía su propia capilla. Finalmente, volvió a la dirección de la Cappella Giulia.

### Últimos años
Murió en Roma de pleuresía el 2 de febrero de 1594. Se dice que Palestrina murió sólo un día antes de cumplir 69 años. Como era habitual, Palestrina fue enterrado el mismo día de su muerte, en un ataúd sencillo con una placa de plomo en la que estaba inscrito Libera me Domine. En el funeral se cantó un salmo de cinco partes para tres coros. El funeral de Palestrina se llevó a cabo en San Pedro y fue enterrado bajo el suelo de la basílica. Su tumba fue cubierta más tarde por una nueva construcción y los intentos de localizar el sitio no han tenido éxito.
Continuaron sus obras los compositores italianos Giovanni Maria Nanino y Gregorio Allegri, ambos discípulos de su escuela.

## Obra
Palestrina es visto como el autor más representativo de obras polifónicas ajustadas a las nuevas exigencias de la Contrarreforma. Sus obras de esos años destacan por la claridad lograda, dejando la melodía en manos de la voz superior y ajustando con precisión el ritmo del discurso. 

### Composiciones
Su producción musical está formada casi en su totalidad por piezas polifónicas y de carácter sacro, destinadas a acompañar a la liturgia católica. La excepción es cierto número de madrigales profanos. 
De sus 105 misas, más de 70 están compuestas sobre el cantus firmus de melodías gregorianas. De ellas, 51 son misas parodia y 31 son misas paráfrasis. Entre las más notables están la Misa del Papa Marcelo, dedicada a Marcelo II, sucesor de Julio III, en la cual realiza una síntesis del estilo de sus predecesores y contemporáneos; y la misa L'homme armé. De sus motetes son célebres, además de los Improperia, los 29 relativos al texto del Cantar de los Cantares, de Salomón. Está considerado como uno de los más eminentes autores de música sacra.
Además, compuso unos 500 motetes (no se puede saber con certeza cuántos), incluido un famoso Stabat Mater y las 29 piezas de la Canción de Salomón, así al menos 72 himnos, dos canciones sagradas (cantiones sacrae), once letanías, 35 magníficats, 68 ofertorios, 49 madrigales sacros, 94 madrigales profanos y cuatro o cinco conjuntos de lamentaciones. La melodía «Gloria» del Magnificat Tertii Toni (1591) de Palestrina se usa ampliamente hoy en día en la melodía del himno de la resurrección, Victory (The Strife Is O'er).
Su actitud hacia los madrigales fue algo enigmática: mientras que en el prefacio de su colección de motetes Canticum canticorum (Cantar de los Cantares, 1584) renunciaba a la ambientación de textos profanos, sólo dos años más tarde volvió a imprimir con el Libro II de sus madrigales seculares (algunos de ellos se encuentran entre las mejores composiciones del medio). Publicó sólo dos colecciones de madrigales con textos profanos, una en 1555 y otra en 1586. Las otras dos colecciones eran madrigales espirituales, un género amado por los defensores de la Contrarreforma.
Las misas de Palestrina muestran cómo su estilo compositivo se desarrolló con el tiempo. Su Missa sine nomine parece haber sido particularmente atractiva para Johann Sebastian Bach, quien la estudió e interpretó mientras escribía la Misa en si menor. La mayoría de las misas de Palestrina aparecieron en trece volúmenes impresos entre 1554 y 1601, los últimos siete publicados después de su muerte.

### Estilo

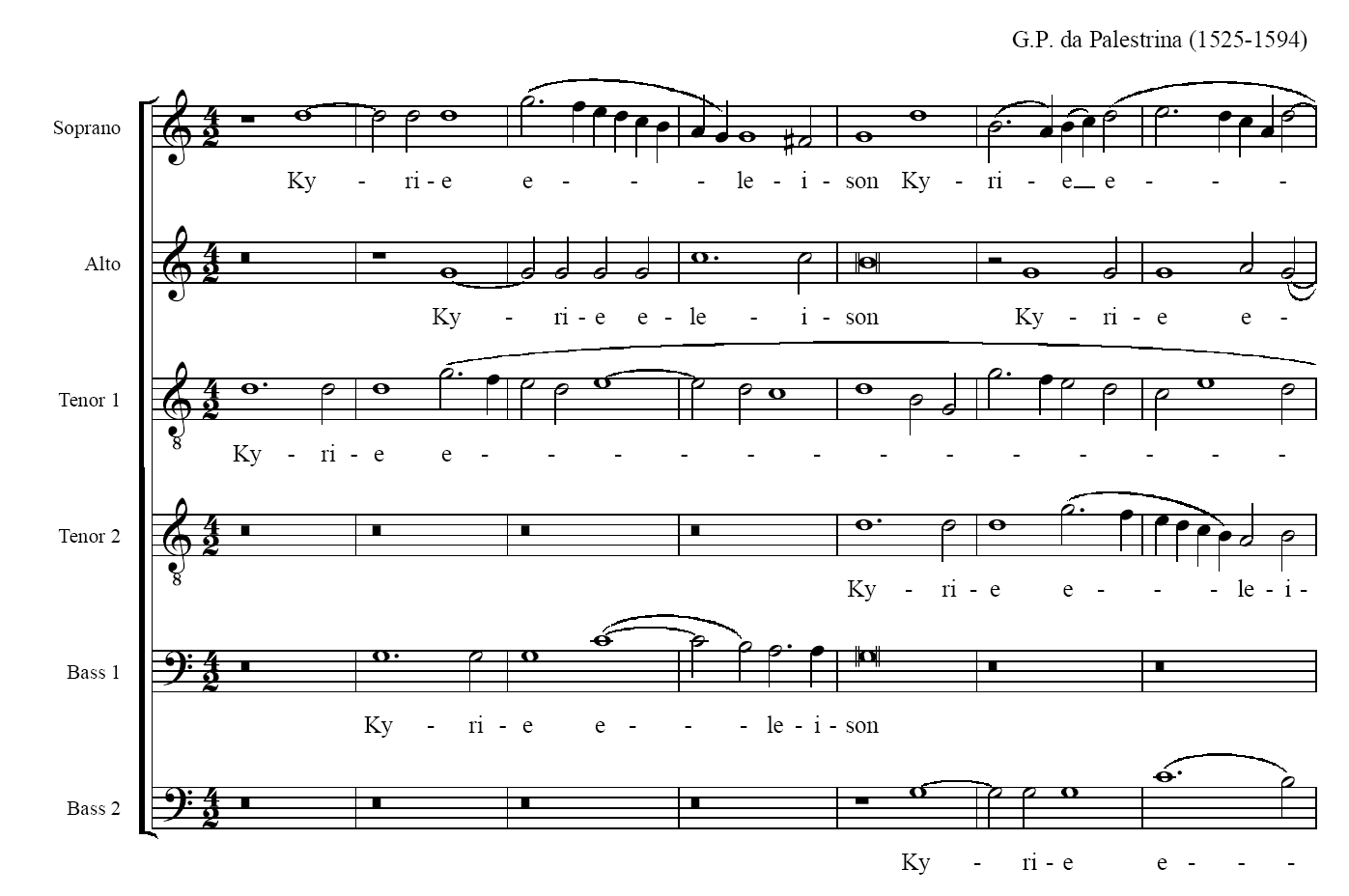
«Kyrie» de la Misa del Papa Marcelo

Una de las características distintivas de la música de Palestrina es que las disonancias son típicamente relegadas a las pulsos «débiles» de las composiciones. Este hecho genera un tipo de polifonía más suave y consonante, que actualmente se considera característica de la música renacentista tardía, a raíz de la posición predominante de Palestrina entre los compositores musicales europeos que siguieron los pasos de Josquin Des Prés, junto con Orlando di Lasso y Tomás Luis de Victoria. 
El estilo de Palestrina es la base del contrapunto renacentista que hoy se imparte en los conservatorios, gracias sobre todo a los esfuerzos del compositor y teórico del siglo XVIII Johann Joseph Fux, quien, en un libro titulado Gradus ad Parnassum (1725), codificó las técnicas compositivas de Palestrina como una herramienta pedagógica para los estudiantes de composición. Citando a Palestrina como su modelo, Fux dividió el contrapunto en cinco especies (de ahí el término «especie contrapunto»), que establece una serie de pasos donde los estudiantes pueden trabajar combinaciones de voces progresivamente más elaboradas cumpliendo determinadas normas, mientras se adhería a estrictos requisitos armónicos y melódicos. El método fue ampliamente adoptado y fue la base principal del aprendizaje contrapuntístico en el siglo XIX, pero Fux había introducido una serie de simplificaciones al estilo Palestrina, notablemente el uso obligatorio de un cantus firmus en semibreves, que fueron corregidas por autores posteriores como Knud Jeppesen y Reginald Owen Morris. La música de Palestrina se ajusta en muchos aspectos a las reglas de Fux, particularmente en la quinta especie pero no se ajusta a su formato pedagógico.
La idea principal, que el estilo «puro» de polifonía logrado por Palestrina seguía un conjunto invariable de requisitos estilísticos y de combinación, estaba justificada. El manual de Fux fue respaldado por su contemporáneo Johann Sebastian Bach, quien organizó dos de las misas de Palestrina para su interpretación.
Según Fux, Palestrina estableció y siguió cuatro principios básicos:
- El flujo de la música es dinámico, no rígido ni estático.
- La melodía debe contener pocos saltos entre notas.[b]
- Si ocurre un salto, tiene que ser pequeño e inmediatamente contrarrestado por un movimiento escalonado en la dirección opuesta.
- Las disonancias deben limitarse a suspensiones, notas pasajeras y tiempos débiles. Si uno cae en un golpe fuerte (en una suspensión) debe resolverse de inmediato.

Fux omitió mencionar la manera en que la que el fraseo musical de Palestrina siguió la sintaxis de las oraciones que él estaba poniendo en música, algo no siempre observado por compositores anteriores. En Palestrina también se destaca una gran cantidad de figuralismo. Ejemplos elementales de esto son el movimiento musical descendente con palabras latinas como descendit (desciende) o de un momento musical estático o cadencial con las palabras de coelis (del cielo).

## Legado

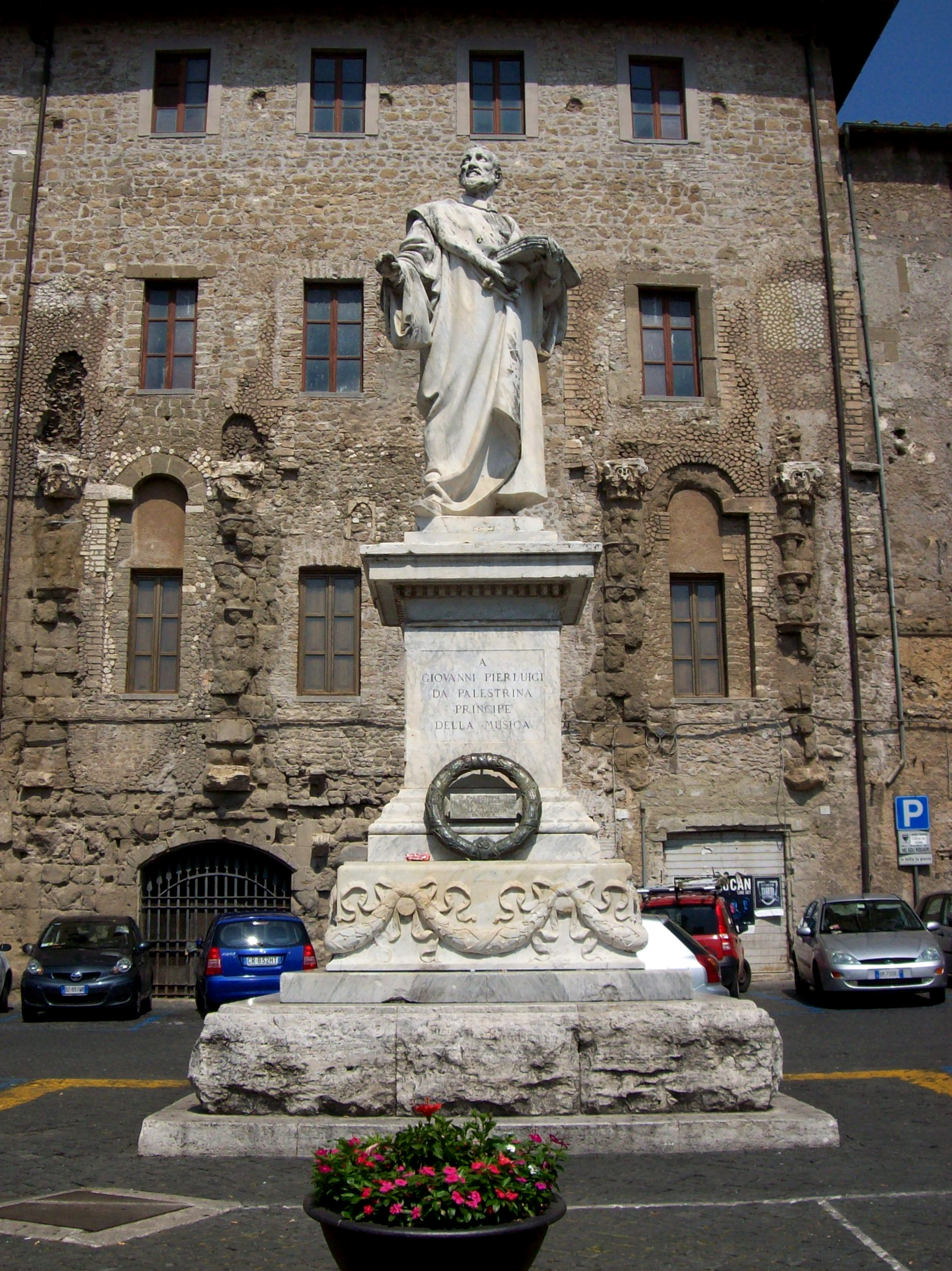
Estatua de Pierluigi da Palestrina, en Palestrina

Palestrina fue muy famoso en vida y su reputación e influencia crecieron notablemente después de su muerte. Johann Sebastian Bach estudió y copió a mano el primer libro de Misas de Palestrina y en 1742 escribió su propia adaptación del «Kyrie» y «Gloria» de la Missa sine nomine. Felix Mendelssohn lo colocó en el panteón de los más grandes músicos y escribió: «Siempre me enojo cuando algunos elogian sólo a Beethoven, otros sólo a Palestrina y otros sólo a Mozart o Bach. Los cuatro, digo, o ninguno de ellos».
La música más conservadora de la Escuela romana se continuó componiendo a su manera (conocida en el siglo XVII como la prima pratica), de la mano de discípulos suyos como Asprilio Pacelli, Annibale Stabile, Giovanni Maria Nanino, Ruggiero Giovanelli, Alessandro Romano, Arcangelo Acribille, Teofilo Gargari, Francesco Soriano y Gregorio Allegri. También se ha considerado que Salvatore Sacco podría haber sido discípulo de Palestrina, así como Giovanni Dragoni, quien después fue maestro de capilla de la iglesia de San Juan de Letrán. Aún en la década de 1750, el estilo de Palestrina era todavía la referencia para los compositores que trabajan en la forma motete, como puede verse en Sei Antifones de Francesco Barsanti (c. 1750; publicado por Peter Welcker, c. 1762).
Mucha de la investigación sobre Palestrina se realizó en el siglo XIX, de la mano de Giuseppe Baini. Este publicó una monografía en 1828 que volvió a hacer de Palestrina un personaje destacado de la historia de la música, y reforzó la leyenda existente que afirmaba que era el «Salvador de la música sacra» durante las reformas del Concilio de Trento. La monografía presenta muchos de los rasgos característicos de las hagiografías del siglo XIX, si bien esta ha perdurado hasta la actualidad. La ópera Palestrina, de Hans Pfitzner, muestra esta actitud tan propia de los tiempos románticos en su punto álgido. Aun así, actualmente y gracias al descubrimiento y publicación de una buena parte de música inédita de otros compositores renacentistas, se ha podido situar la figura y la obra de Palestrina en su contexto histórico. Si bien Palestrina representa la música renacentista tardía, otros compositores como Orlando di Lasso, un compositor francoflamenco que también desarrolló parte de su carrera inicial en Italia, o William Byrd fueron también muy versátiles. La investigación de los siglos XX y XXI mantiene la concepción de que Palestrina fue un compositor muy destacado y refinado, su música representa el punto álgido de la perfección técnica, remarcando que algunos de sus contemporáneos tuvieron una valía similar en el marco de la polifonía suave. Así pues, compositores como Lasso, Byrd o incluso Tomás Luis de Victoria han visto incrementada su reputación en tiempos recientes.
El análisis contemporáneo destacó las cualidades modernas en las composiciones de Palestrina, como la investigación del color y la sonoridad, el uso de agrupaciones sonoras en un escenario a gran escala, el interés en la organización vertical y horizontal, estudió la atención a la configuración del texto. Estas características únicas, junto con la entrega sin esfuerzo y una «otredad» indefinible, constituyen hasta el día de hoy el atractivo de la obra de Palestrina.
La música de Palestrina se continúa interpretando y grabando de manera frecuente, en cuanto que proporciona modelos por el estudio del contrapunto. Hay dos ediciones exhaustivas de la obra de Palestrina: por un lado, una de 33 volúmenes, publicada por Breitkopf y Härtel en Leipzig entre 1862 y 1894, editada por Franz Xaver Haberl. Por la otra, una de 34 volúmenes publicada a mediados de siglo XX de la mano de Fratelli Scalera a Roma, editada por Raffaele Casimiri y otras.

### En la cultura popular
Giovanni Pierluigi da Palestrina es reconocido como uno de los grandes compositores del Renacimiento. Así pues, varias ciudades italianas le han dedicado calles o avenidas, incluyendo Milán, Roma, Florencia, Cagliari y Trieste. Asimismo, el conservatorio de Cagliari recibe su nombre en su honor. Además, el asteroide (4850) Palestrina, descubierto por Freimut Börngen el 27 de octubre de 1973, y el glaciar Palestrina, al norte de la isla Alejandro I en la Antártida, también lleva su nombre por él.
Hans Pfitzner compuso la ópera Palestrina, que se estrenó en 1917 bajo la dirección de Bruno Walter en el Teatro del Príncipe Regente de Múnich y trata sobre el compositor y su rol en el contexto del Concilio de Trento. En 2009 se realizó un largometraje sobre la vida y la obra de Giovanni Pierluigi da Palestrina, titulado Palestrina - Príncipe de la Música, producido por ZDF/Arte y dirigido por Georg Brintrup. Además, se ha usado su música en más de 10 películas y programas de televisión.